# Węgliniec
Węgliniec [vengliněc] (do roku 1945 německy Kohlfurt, poté krátce Kaławsk) je město v Polsku v Dolnoslezském vojvodství v okrese Zgorzelec. Leží uprostřed rozlehlých borových lesů v historickém území Horní Lužice. V roce 2023 zde žilo 2 657 obyvatel.

## Historie
Původně německá osada byla založena patrně v 16. století. Za rozvoj vděčí Węgliniec především železnici, která sem dorazila již roku 1846 (tedy např. jen o rok později než do Prahy), a těžbě černého uhlí. S výstavbou železničního uzlu zde vzniklo městečko se školou a kostelem (původně evangelickým, dnes katolickým). Roku 1945 se stal součástí poválečného Polska, byl nově osídlen a získal současný název; městem je od roku 1967.

## Železniční uzel
Węgliniec leží na hlavní dvoukolejné trati Vratislav – Zhořelec – Drážďany. Další dvoukolejná trať přes Bieławu do Německa je využívána pro nákladní dopravu. Dále tudy vede trať Jelení Hora – Węgliniec – Zelená Hora, kde byla v nedávné době obnovena, resp. posílena osobní doprava.